# ハルマゲドン (アルバム)
『ハルマゲドン』（ロシア語：Армагеддон）は、アリアが2006年に発表した10枚目スタジオ・アルバム。

## 解説

### 歌詞 テーマ
最後の夕日 - 第三次世界大戦、核戦争
帝国の保護者ー - 第二次世界大戦時の神風
新たな十字軍 - テンプル騎士団
救世主 - キリスト教とスラブの異教主義間の摩擦
王たちの血 - アーサー王の最後の戦い
バイキング - 
エイリアン - レイ・ブラッドベリのゼロ・アワー短小説

## 収録曲
1. 最後の夕日 - Последний закат () - 6:42
2. 悪にサインされた者 - Меченый злом (]) - 3:23
3. 帝国の保護者ー - Страж империи - 4:49
4. 新たな十字軍 - Новый крестовый поход () - 5:36
5. 救世主 - Мессия - 6:12
6. 王たちの血 - Кровь королей () - 5:59
7. バイキング - Викинг () - 4:36
8. エイリアン - Чужой - 3:06
9. 過ぎ去った愛の光 - Свет былой любви () - 3:06
10. 君の日 - Твой день - 4:01

## 参加ミュージシャン
- アルトゥル・ベルクト (ボーカル)
- ヴィタリ・ドゥヴィニン（ベース）
- ブラジミル・ホルスティニン（ギター）
- セルゲイ・ポポフ（ギター）
- マクシム・ウダロフ（ドラムス）